# Diocèse de Tongres

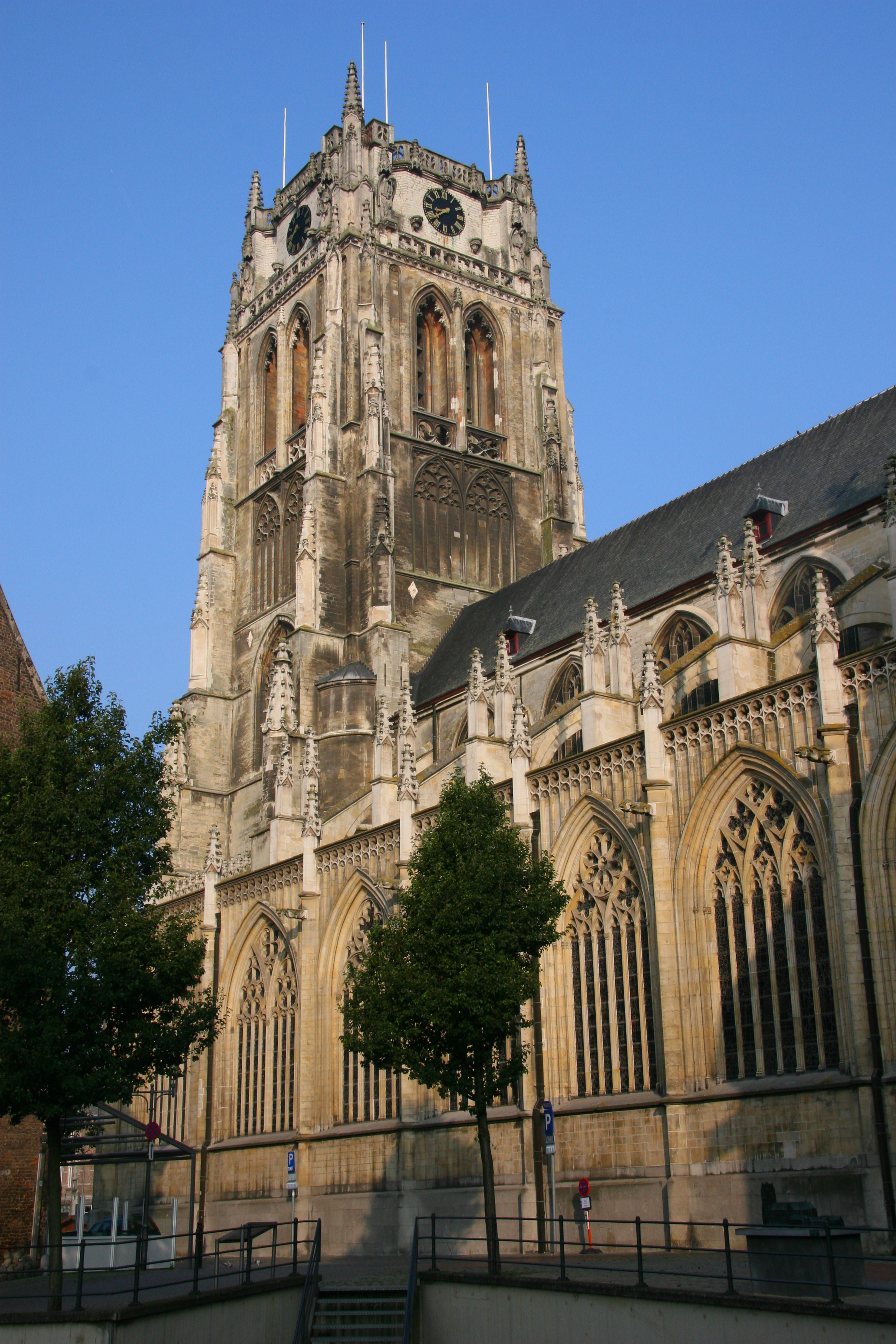
La basilique Notre-Dame à Tongres, ancienne cathédrale du diocèse de Tongres.

L’ancien diocèse de Tongres fut la première circonscription ecclésiastique catholique créée sur ce qui est aujourd'hui le territoire belge. Fondé au IVe siècle dans la Civitas Tungrorum romaine - à peine quelques années après l’édit de tolérance du christianisme promulgué par Constantin en 313 - il eut saint Servais comme premier évêque. Premier évêque authentique dont fasse mention l'histoire des Pays-Bas. Il apposa sa signature aux actes du concile de Sardique (vers 346). Sa présence comme évêque est également signalée au concile de Rimini (359). 
Au VIe siècle, le siège fut transféré à Maastricht, et au début du VIIIe siècle l’évêque saint Hubert s’installa à Liège, désormais la ville la plus importante dans la région de Basse-Meuse.

## Siège titulaire
En souvenir de l’ancienneté et du prestige du diocèse (jamais officiellement supprimé), Tongres fut rétabli comme siège titulaire en 1969, avec Mgr Henri Lemaître comme premier évêque titulaire.
De 2004 à 2019, Pierre Warin, évêque auxiliaire de Namur, en était le titulaire avant de devenir évêque de Namur .

## Évêques titulaires de Tongres
| Début | Fin  | Nat. | Nom            | Fonction exercée           |
| ----- | ---- | ---- | -------------- | -------------------------- |
| 1969  | 2003 |      | Henri Lemaître | Nonce apostolique          |
| 2004  | 2019 |      | Pierre Warin   | Évêque auxiliaire de Namur |